# Goloboffia megadeth
Goloboffia megadeth is een spinnensoort uit de familie Migidae. De wetenschappelijke naam van de soort werd voor het eerst geldig gepubliceerd in 2019 door Nelson Edgardo Ferretti, Duniesky Ríos-Tamayo en Pablo Augusto Goloboff.
De soort komt voor in Chili.